# Hypsiboas jaguariaivensis
Hypsiboas jaguariaivensis es una especie de anfibio anuro de la familia Hylidae.

## Distribución geográfica
Esta especie es endémica de Paraná en Brasil. Se encuentra a 659 m sobre el nivel del mar en las cercanías de Jaguariaíva.

## Etimología
El nombre de la especie está compuesto de jaguariaiv y del sufijo latino -ensis que significa "que vive, que habita", y le fue dado en referencia al lugar de su descubrimiento, Jaguariaíva.

## Publicación original
- Caramaschi, Cruz & Segalla, 2010: A new species of Hypsiboas of the H. polytaenius clade from the state of Paraná, southern Brazil (Anura: Hylidae). South American Journal of Herpetology, vol. 5, n.º 3, p. 169-174.[2]